# Trichestra plumbea
Trichestra plumbea là một loài bướm đêm trong họ Noctuidae.